# Врх-при-Површю
Врх-при-Површю (словен. Vrh pri Površju) — поселення в общині Кршко, Споднєпосавський регіон, Словенія. Висота над рівнем моря: 199,7 м.